# Laraborgs naturreservat
Laraborgs naturreservat är ett naturreservat i Åsele kommun i Västerbottens län.
Området är naturskyddat sedan 2019 och är 145 hektar stort. Reservatet ligger på Storbergkullen sydväst om Sängsjön och består av gammal granskog.